# 日本労働組合総連合会東京都連合会
日本労働組合総連合会東京都連合会（にっぽんろうどうくみあいそうれんごうかいとうきょうとれんごうかい、略称：連合東京（れんごうとうきょう）、英語: Tokyo Local of Japanese Trade Union Confederation）は、1989年に結成された日本の労働組合である。

## 概要
日本労働組合総連合会（連合）の地方連合会の一つであり、東京都港区芝浦に所在している。また、東京労働者福祉協議会（東京労福協）の構成団体の一つであるほか、政治団体「連合東京・地域政策を実現する会」を併設している。
2017年10月5日には第48回衆議院議員総選挙において立憲民主党の公認候補を推薦し、比例区も同党を支援する方針を決定した。
2022年の第26回参議院議員通常選挙ではファーストの会及び立憲民主党の公認候補を推薦する方針を決定した。

## 現体制
- 会長：杉浦　賢次[7]（2019年10月～）

## 構成組織

### 産別数
連合東京に加盟している産業別構成組織は50組織となっている（2019年11月1日現在）。

### 地区組織
東京都内で4つのブロック地域協議会を設置している。
- 東部ブロック地域協議会
- 西北ブロック地域協議会
- 中南ブロック地域協議会
- 三多摩ブロック地域協議会